# Korytarz humanitarny
Korytarz humanitarny – tymczasowa strefa zdemilitaryzowana, która ma umożliwić bezpieczny transport uchodźców lub pomocy humanitarnej na zagrożonym terenie. Inicjatorem może być jedna ze stron konfliktu lub też strona niezaangażowana w konflikt (np. Organizacja Narodów Zjednoczonych). Korytarze humanitarne pozwalają obserwatorom ONZ, dziennikarzom czy organizacjom pozarządowym dotrzeć do miejsc, w których toczą się walki i gdzie mogą być popełniane zbrodnie wojenne.

## Przykładowe korytarze humanitarne
- Korytarze humanitarne dla uchodźców z Ukrainy[4]

## Bezpieczne obszary ONZ
Bezpieczne obszary ONZ (UN Safe Areas) to korytarze humanitarne utworzone w 1993 roku na terytorium Bośni i Hercegowiny podczas wojny w Bośni na mocy uchwał Rady Bezpieczeństwa ONZ.